# The Captain Hates the Sea
The Captain Hates the Sea is een Amerikaanse filmkomedie uit 1934 onder regie van Lewis Milestone. De film werd destijds uitgebracht onder de titel De kapitein haat de zee.

## Verhaal
Als kapitein Helquist aanmeert, is hij verbaasd over zijn passagiers. Zo zijn er de dief Danny Checkett, zijn vriend Janet Grayson, de detective Julius P. Schulte en een getrouwd stel dat voortdurend ruzie maakt. De passagiers hebben niets met elkaar te maken, maar door omstandigheden komen ze toch met elkaar in contact.

## Rolverdeling
| Acteur              | Personage          |
| ------------------- | ------------------ |
| Victor McLaglen     | Junius P. Schulte  |
| Wynne Gibson        | Mevrouw Jeddock    |
| Alison Skipworth    | Yolanda Magruder   |
| John Gilbert        | Steve Bramley      |
| Helen Vinson        | Janet Grayson      |
| Fred Keating        | Danny Checkett     |
| Leon Errol          | Layton             |
| Walter Connolly     | Kapitein Helquist  |
| Tala Birell         | Gerta Klangi       |
| Walter Catlett      | Joe Silvers        |
| John Wray           | Mijnheer Jeddock   |
| Claude Gillingwater | Rechter Griswold   |
| Emily Fitzroy       | Victoria Griswold  |
| Donald Meek         | Josephus Bushmills |
| Luis Alberni        | Juan Gilboa        |